# Финансирование политических партий в Германии
Финансирование политических партий в Германии (Parteienfinanzierung in der Bundesrepublik Deutschland) является одной из ключевых составляющих в осуществлении деятельности политических партий в ФРГ. Правовую базу финансирования политических партий составляет закон о политических партиях, а также статья 21 Основного закона ФРГ.
Ежегодно порядка 35 политических партий в Германии предоставляют финансовые отчёты председателю нижней палаты парламента (Бундестага), в которых содержится основная информация о поступлениях и расходах партии за прошедший год (включая региональные и муниципальные отделения партии). Кроме всего прочего, в данных отчётах политические партии также обязаны сообщить об общей сумме полученных средств за прошедший год, о действующих активах и долгах партии, а также об основных «донорах» финансовых средств [1]. В случае несоблюдения закрепленных в законодательной базе норм предусмотрены санкции, которые Федеральный президент, предварительно проведя проверку при помощи независимых институтов, может принять в отношении партии. Данные доклады ежегодно публикуются на официальном сайте Бундестага.[2]

## История
В Германии традиционно принято выделять два вида партий. Первую группу составляют так называемые кадровые партии, большинство избирателей которых принадлежат одному социальному классу (например, партия рабочего класса). Вторая группа представлена народными партиями (Volksparteien), которые получают поддержку от представителей всех классов общества. Финансовые средства кадровых партий пополняются, в основном, преимущественно за счёт вступительных и членских взносов большого количества рядов членов (в случае с рабочими партиями — за счёт профсоюзов), в то время как народные партии (как правило, партии консервативного толка) получают свои средства от немногочисленных, но довольно состоятельных доноров. Сегодня также выделяют партии, программы которых базируются на той или иной значимой общественно-политической теме (например Союз 90/Зелёные).
В годы Веймарской республики, а также в период Третьего Рейха многие представители промышленного сектора Германии оказывали финансовую поддержку НСДАП (Фриц Тиссен , Фридрих Флик), что никак не регулировалось действующим на тот момент законодательством, и, в конечном итоге, привело к исчезновению всех остальных партий с политического ландшафта страны. После окончания Второй мировой войны, в новой конституции (Основном Законе) Западной Германии в целях создания эффективно действующей демократической системы сдержек и противовесов, было принято решение сделать политические партии основным звеном новой общественно-политической системы. В этой связи остро встал вопрос о создании новой законодательной базы в сфере финансирования партий, с целью обеспечения равных финансовых возможностей различных партийных групп в стране. В результате, в 21 статье конституции (Основном законе) ФРГ, а далее в отдельных федеральных законах, была разработана комплексная система контроля финансирования политических партий, которая до сегодняшнего дня является одной из наиболее эффективных в странах с развитой демократией. Так, в 1959—1966 годах впервые появилась система финансирования парламентских партий из федерального бюджета в виде ежегодных выплат. В период с 1967 по 1992 годы она была значительно трансформирована, и финансирование партий в ФРГ приобрело форму «возмещения» финансовых средств партий, которые те потратили в ходе предвыборной кампании (Wahlkampfpauschale). С 1994 года и по настоящее время в стране действует частичное государственное финансирование, которое каждый год рассчитывается заново в зависимости от увеличения ценового индекса расходов партии в предыдущем году.
Однако, несмотря на существующее эффективное законодательство в этой сфере, новейшей истории ФРГ известны случаи нарушения закона в этой области. Одним из наиболее известных скандалов является т. н. «черная касса» ХДС, который разразился в начале 2000-х гг.. В результате скандала тогдашний канцлер Гельмут Коль был вынужден сложить с себя полномочия главы правительства, отказавшись выдавать имена доноров, которые вносили щедрые пожертвования на банковский счет регионального отделения ХДС в Швейцарии.

## Основная информация

### Государственное финансирование
В ФРГ законодательно закреплено, что финансирование партий из средств бюджета ограничено 50 % барьером. Однако, как правило, государственное финансирование составляет лишь треть общего бюджета партий (к примеру, в 2017 году ХДС и СДПГ получили 48,3 и 49,2 млн евро соответственно, ХСС — 11,8 млн евро, Союз 90/Зелёные — 15,8 млн евро, СвПД — 11,7 млн евро, АдГ — 7,5 млн евро и Левая — 12,2 млн евро). Кроме того, в Германии также определена т. н. «абсолютная» верхняя граница финансирования партий, которая сегодня составляет чуть больше 150 млн евро. Несмотря на то, что в ФРГ существует сегодня более 35 политических партий, около 95 процентов всех бюджетных средств приходятся лишь на семь партий, которые представлены в Бундестаге.
В связи со значительно возросшими в последние годы расходами партий в ФРГ представители партий ХДС/ХСС и СДПГ выступили с совместным предложением увеличить максимально разрешаемый объём государственного финансирования на 25 млрд евро до 190 млрд евро[3]. Основной причиной при этом называются «вызовы дигитализации», которые, прежде всего, связаны обеспечением дополнительной защиты информационной инфраструктуры партий.
Каждый год партии получают:
- 0,83 евро за каждый голос, отданный за неё на выборах в Бундестаге
- 0,83 евро за каждый голос, полученный ей в одномандатном округе на выборах в Бундестаге
- 0,45 евро за каждый евро, полученный партией в качестве взноса или пожертвования, суммой не более 3300 евро
- Дополнительно: 1 евро за каждый полученный на федеральных выборах голос (до 4 млн).

|                                      | ХДС          | ХСС         | СДПГ         | Союз 90/Зелёные | Левая       |
| Доходы                               | 151 млн евро | 47 млн евро | 164 млн евро | 40 млн евро     | 27 млн евро |
| ------------------------------------ | ------------ | ----------- | ------------ | --------------- | ----------- |
| Взносы членов партии                 | 25,6 %       | 21 %        | 30,1 %       | 21,7 %          | 33,1 %      |
| Прочие регулярные взносы             | 11,6 %       | 6,6 %       | 14,3 %       | 22,3 %          | 6,6 %       |
| Пожертвования от юридических лиц     | 13,28 %      | 17,9 %      | 7,3 %        | 10,6 %          | 9 %         |
| Пожертвования от физических лиц      | 7,11 %       | 12,7 %      | 1,7 %        | 1,7 %           | 0,3 %       |
| Государство                          | 31,8 %       | 25,2 %      | 29,1 %       | 37,5 %          | 40,4 %      |
| Расходы                              | 151 млн евро | 54 млн евро | 186 млн евро | 43 млн евро     | 31 млн евро |
| Персонал                             | 28,9 %       | 20,9 %      | 27,8 %       | 32,8 %          | 35,4 %      |
| Коммерческая деятельность            | 18,3 %       | 14,3 %      | 15,6 %       | 15,3 %          | 16,1 %      |
| Политическая деятельность            | 18,6 %       | 26,5 %      | 23,2 %       | 18 %            | 19,8 %      |
| Рекламная, агитационная деятельность | 31,1 %       | 37,4 %      | 25,4 %       | 32,7 %          | 28,4 %      |
| Источник: Веб-сайт Бундестага        |              |             |              |                 |             |

### Вступительные и членские взносы
Для многих партий данная статья дохода является ключевой, поскольку пожертвования от членов партий зачастую являются наиболее стабильной частью бюджета, и могут составлять треть от общей бюджета партий. Взносы федеральных и земельных министров, которые зачастую являются представителями одной из парламентских партий, также являются значимой строкой дохода, и могут составлять более 10 000 евро за один календарный год. Более того, несмотря на то, что официально членские взносы являются добровольными, в подавляющем большинстве политических партий ФРГ существует негласное правило о необходимости финансовой поддержки своей партии.
Всего за прошедший год, согласно информации, представленной на сайте Бундестага, партии получили чуть более 120 млн.евро по линии вступительных и членских взносов. К сравнению, суммарный объем пожертвований от физических и юридических лиц составил порядка 90 млн евро.

### Непрямое финансирование партий
Поскольку финансирование политических партий в Германии по линии государственного бюджета, а также через вступительные и членские взносы в известной степени ограничены, а в период предвыборных кампаний средства могут потребоваться в срочном порядке, в ФРГ образовалась система непрямого финансирования партий. В частности, денежные средства могут поступать в партийную кассу из т.н. земельных бюджетов, то есть из бюджетов федеральных земель. Также существующим законодательством практически не регулируется финансовое обеспечение партий, которое направлено на различного рода мероприятия в области научных исследований (например, общественного мнения по конкретному политическому вопросу). Кроме того, в качестве пожертвовании не учитываются и «безвозмездные» услуги юридических лиц, которые зачастую не попадают в отчеты партий. Таким образом, сумма непрямого финансирования партий, средства для которых зачастую идут из федерального или земельного бюджетов, превышает ранее упомянутые границы государственного финансирования.

## Расходы партий
Основной строкой расходов немецких партий традиционно являются подготовка и ведение предвыборных кампаний (на федеральном, региональном, муниципальном уровнях, а также в Европейский парламент). Фактически, в Германии существует лишь два основных запрета в части финансирования политических партий: запрещено получать финансовые средства от фракций в парламенте, а также не разрешается принимать деньги от политических фондов. В то же самое время, в стране не существует ограничений по общей сумме пожертвований (главное — чтобы указывалось имя донора, если сумма пожертвования превышает 10 000 евро), а также по количеству средств, которые политическим партиям разрешается тратить в ходе осуществления своей деятельности. Поэтому партии ограничены лишь своими способностями по получению средств от физических и юридических лиц. Однако необходимо учитывать, поскольку объем государственного финансирования напрямую связан с количеством полученных средств иными способами, основной упор партии делают на получение финансовой поддержки именно из частного сектора, что тем самым и увеличивает их «долю» в финансировании из бюджета.

## Информационно-агитационная деятельность партий в ФРГ
В среднем партии тратят около трети своего общего бюджета на осуществление предвыборной и рекламно-пропагандистской деятельности. В период предвыборных кампаний, однако, эти показатели значительно возрастают. К примеру, в 2009 году, когда в Германии проходили в один год федеральные выборы в Бундестаг, а также в Европейский парламент, каждая из на тот момент шести парламентских партий в своих отчётах указала, что на рекламно-пропагандистскую деятельность приходилось в среднем от 41 до 50 процентов от их общего бюджета. Только Баварская ХСС стала исключением с 32 процентами, выделенными на агитационную деятельность.
В период предвыборных гонок политические партии в Германии бесплатно получают время в эфирах федеральных общественных телерадиокомпаний, а также на частных телеканалах и рекламных площадях, которые арендуются муниципальными властями и безвозмездно распределяются среди участвующих в выборах партиях. Учитывая, что данная строка расходов является одной из наиболее ощутимых в бюджете каждой из партий в Германии, субсидирование рекламно-пропагандистской деятельности партий в период выборов также можно считать одним из способов непрямого финансирования партий из бюджета государства.